# Campeonato Mundial de Patinação Artística no Gelo de 1899
O Campeonato Mundial de Patinação Artística no Gelo de 1899 foi a quarta edição do Campeonato Mundial de Patinação Artística no Gelo, um evento anual de patinação artística no gelo organizado pela União Internacional de Patinação (em inglês:  International Skating Union) onde os patinadores artísticos competem pelo título de campeão mundial. A competição foi disputada no dia 12 de fevereiro na cidade de Davos, Suíça.

## Eventos
- Individual masculino

## Medalhistas
| Evento                        | Ouro                   | Prata                   | Bronze                    |
| Individual masculino detalhes | Gustav Hügel · Áustria | Ulrich Salchow · Suécia | Edgar Syers · Reino Unido |

## Resultados

### Individual masculino
| Pos.              | Nome           | Nacionalidade | Pontos |
| ----------------- | -------------- | ------------- | ------ |
| Medalha de ouro   | Gustav Hügel   | Áustria       | 7      |
| Medalha de prata  | Ulrich Salchow | Suécia        | 8      |
| Medalha de bronze | Edgar Syers    | Reino Unido   | 15     |

## Quadro de medalhas
| Ordem | País        | Medalha de ouro | Medalha de prata | Medalha de bronze |   | Ordem por total |
| ----- | ----------- | --------------- | ---------------- | ----------------- | - | --------------- |
| 1     | Áustria     | 1               |                  |                   | 1 | 1               |
| 2     | Suécia      |                 | 1                |                   | 1 | 1               |
| 3     | Reino Unido |                 |                  | 1                 | 1 | 1               |
| TOTAL | TOTAL       | 1               | 1                | 1                 | 3 | —               |